# Château de Slanec
Le château de Slanec  (slovaque : Slanecký hrad ou Slanský hrad, hongrois : Nagyszaláncvár) est un château en ruine du XIIIe siècle du sud-est de la Slovaquie surplombant le village de Slanec.

## Histoire
Un document officiel de l'an 1270 ne mentionne pas encore le château. On pense que le roi Béla IV après l'invasion mongole de 1241 ne permit que la construction d'une fortification. La première mention écrite faisant état d'un château en pierre avec une tour ronde date de 1281. À cette date, le roi Ladislas IV tenta d'y délogé le palatin royal Finta, membre de la maison d'Aba qui s'opposait aux réforme économique entreprise par la roi. Malgré la défaite du palatin, le château resta dans la famille Aba jusqu'en 1330 lorsqu'il fut échangé contre 4 villages de la région de Šariš avec Guillaume Drugeth, favori du roi Charles Robert.